# Omloop van de Braakman
De Omloop van de Braakman is een Nederlandse eendagskoers op de kalender van de beloften die jaarlijks in maart of april wordt gereden op Nederlandse en Belgische bodem.
Het parcours in en rond de start- en aankomstplaats Philippine (Zeeland) is vrijwel vlak en typeert zich, zoals een Vlaamse voorjaarskoers, met zijn kasseistroken tussen de vele open velden in de buurt van het natuurgebied Braakman, waar de wind vrij spel heeft en er regelmatig in waaiers wordt gereden. De wedstrijd wordt sinds 1970 georganiseerd en staat sinds 2016 op de kalender van de Topcompetitie.
De wedstrijd werd in 2019 afgelast nadat Robbert de Greef zwaar ten val kwam. Hij werd na vijf kilometer koersen onwel. Later werd er een Robbert de Greef kasseienklassement in het leven geroepen om hem te herdenken.

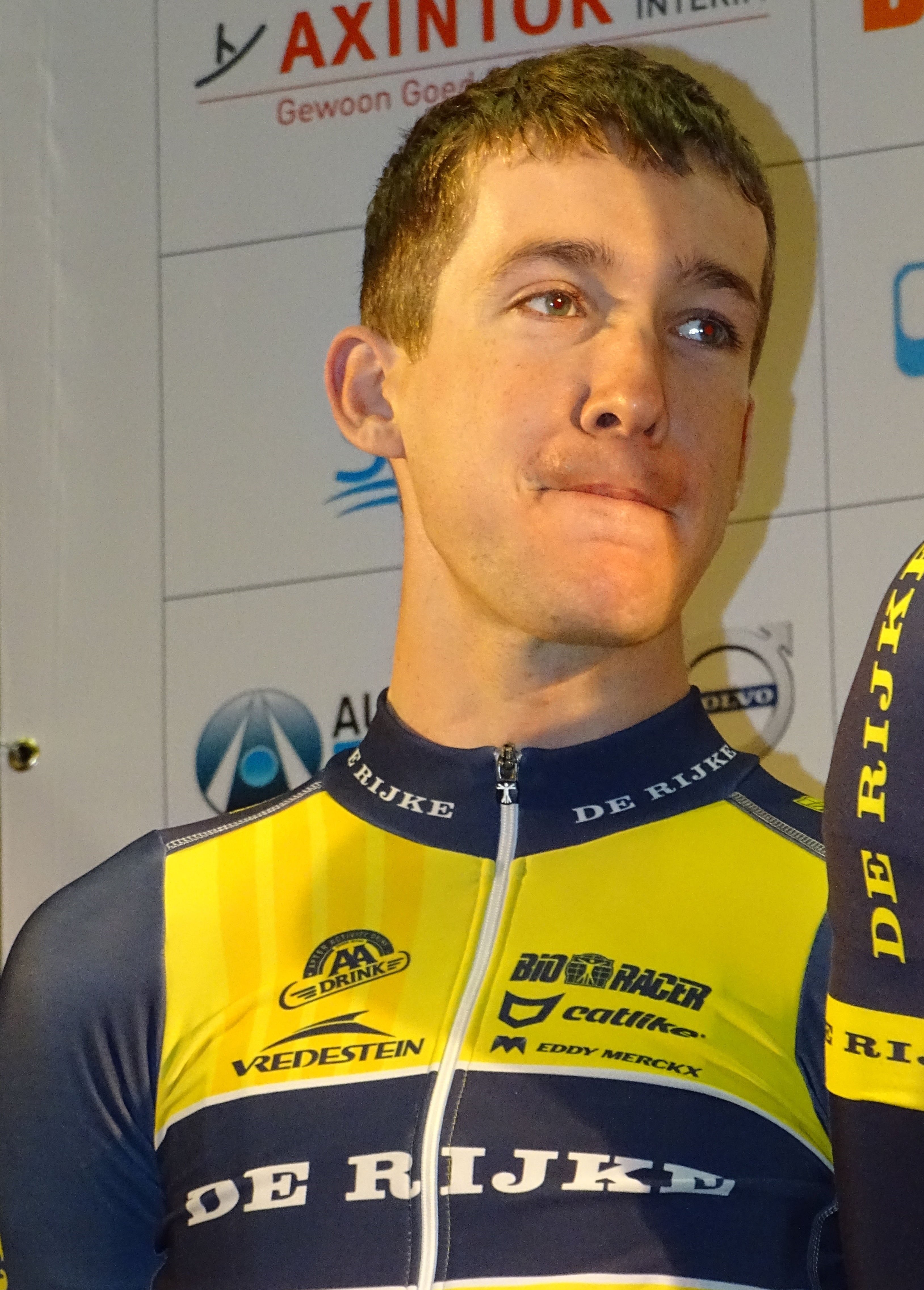
De 50e editie werd afgelast nadat Robbert de Greef een hartstilstand kreeg. Hij overleed later aan complicaties.

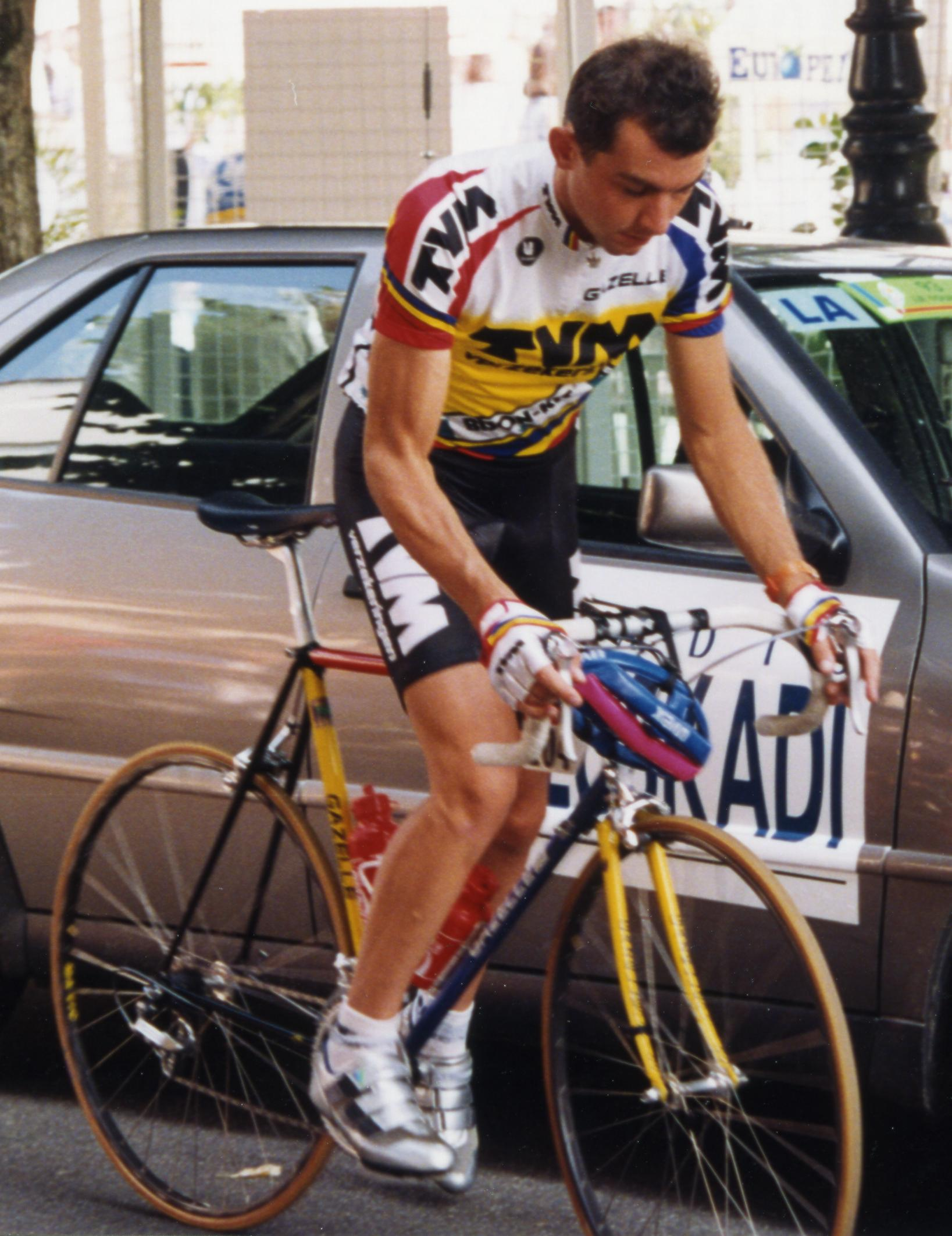
Maarten den Bakker won de 20e editie in 1989.

In de koers zitten veel van de bekende kasseistroken in Zeeland.

## Erelijst
| Jaar | 1e                         | 2e                       | 3e                    |  |
| ---- | -------------------------- | ------------------------ | --------------------- |  |
| 1970 | Wim Bravenboer             | Jan Aling                | Ben Jurriaans         |  |
| 1971 | Charles fe Smit            | Sjef van de Burgh        | Klaas Balk            |  |
| 1972 | Cees van Dongen            | Cees Priem               | Jan Raas              |  |
| 1973 | Gaby Minneboo              | Toine van den Bunder     | Aad van den Hoek      |  |
| 1974 | Jules Bruessing            | Jan Raas                 | Toine van den Bunder  |  |
| 1975 | Toine van den Bunder       | Jules Bruessing          | Wilhelm van Helvoirt  |  |
| 1976 | Toine van den Bunder       | Adri van Houwelingen     | Michel Jacobs         |  |
| 1977 | Martin Havik               | Anton van der Steen      | Leo van Vliet         |  |
| 1978 | Toine van den Bunder       | Peter Gödde              | Ton ter Harmsel       |  |
| 1979 | Peer Maas                  | Jan Van Tilborg          | Peter Gödde           |  |
| 1980 | Berry Zoontjes             | Theo Hogervorst          | Gino Ammerlaan        |  |
| 1981 | Peer Maas                  | Henk Havik               | Johan Lammerts        |  |
| 1982 | Bert Wekema                | Peter Hoondert           | Nico Verhoeven        |  |
| 1983 | Dries Klein                | Bart van Est             | Cornelis Heeren       |  |
| 1984 | Theo Apeldoorn             | Reinier Valkenburg       | Wim Van Kooten        |  |
| 1985 | Gert Jakobs                | Wim Meijer               | Patrick Van Passel    |  |
| 1986 | Frank Pirard               | Anjo Van Loon            | Rob Peters            |  |
| 1987 | Tommy Post                 | Angelo Polvorosa         | Johan Melsen          |  |
| 1988 | John De Crom               | Tonnie Akkermans         | Jannes Slendebroek    |  |
| 1989 | Maarten den Bakker         | Rob Mulders              | John den Braber       |  |
| 1990 | Theo Akkermans             | Erik Stroombergen        | John Leys             |  |
| 1991 | Patrick Van Passel         | Tonnie Akkermans         | Wilfried Geijs        |  |
| 1992 | François Franse            | Ron Verwey               | John Leijs            |  |
| 1993 | John De Crom               | John de Hey              | Edward Farenhout      |  |
| 1994 | Mario Van Vlimmeren        | Wilfried Geijs           | François Franse       |  |
| 1995 | Jeroen Hermes              | Dean Jones               | John den Braber       |  |
| 1996 | Mario Van Vlimmeren        | Edward Farenhout         | Wilfried Geijs        |  |
| 1997 | Robert van der Donk        | François Franse          | Peter Mol             |  |
| 1998 | François Franse            | Jurgen van Pelt          | Johan van Schalk      |  |
| 1999 | Jurgen van Pelt            | Herold Dat               | Camiel van den Bergh  |  |
| 2000 | Mark van Grinsven          | William Berns            | Arnold Duinhouwer     |  |
| 2001 | Maint Berkenbosch          | Ferry van Heeswijk       | Hans Dekkers          |  |
| 2002 | Sean Sullivan              | Nathan Clarcke           | Heerko Gorter         |  |
| 2003 | Jurgen van Pelt            | Roy Curvers              | Cas Graafmans         |  |
| 2004 | Dennis Raadtgever          | François Franse          | Tom De Meyer          |  |
| 2005 | Jean-Pierre Verstraeten    | Marc van Grinsven        | Malaya Van Ruitenbeek |  |
| 2006 | Edward Farenhout           | Dirk Van Dam             | Martijn Stougje       |  |
| 2007 | Arno Hartog                | Job Vissers              | Arthur Farenhout      |  |
| 2008 | Marc van Grinsven          | Johan Berk               | Jeroen Boelen         |  |
| 2009 | André van Reek             | René Hooghiemster        | Peter Van Dijk        |  |
| 2010 | Geert van der Weijst       | Johny van Diermen        | Jan Bos               |  |
| 2011 | Bram de Kort               | Tim Nederlof             | Geert van der Weijst  |  |
| 2012 | Dimitri Claeys             | Glenn De Ridder          | Roy Van Heeswijk      |  |
| 2013 | Cristophe Van Cauwenberghe | Owain Doull              | Oliver Naesen         |  |
| 2014 | Jurriën Bosters            | Michiel Dieleman         | Daan Meijers          |  |
| 2015 | Frederik Frison            | Adrie Lindeman           | Hayden McCormick      |  |
| 2016 | Coen Vermeltfoort          | Elmar Reinders           | Jan-Willem van Schip  |  |
| 2017 | Adriaan Janssen            | Tijmen Eising            | Luuc Bugter           |  |
| 2018 | Rick van Breda             | Peter Schulting          | Rick Ottema           |  |
| 2019 | Afgelast                   |                          |                       |  |
| 2020 | Coen Vermeltfoort          | Rick Pluimers            | Arne Marit            |  |
| 2021 | Roel van Sintmaartensdijk  | Jarno Mobach             | Timo de Jong          |  |
| 2022 | Roel van Sintmaartensdijk  | Marien Bogerd van Allinq | Timo de Jong          |  |
| 2023 | Max Kroonen                | Rick Ottema              | Stijn Daemen          |  |
| 2024 | Max Kroonen                | Guillaume Visser         | Timo de Jong          |  |
| 2025 | Meindert Weulink           | Rick Ottema              | Michiel Coppens       |  |